# Francesco Musotto (politico 1881)
Francesco Musotto (Pollina, 13 marzo 1881 – Pollina, 4 agosto 1961) è stato un politico italiano.

## Biografia
Magistrato, deputato del Regno d'Italia eletto nel 1924 alla Camera nel listone fascista, ma fu espulso dal PNF pochi mesi dopo. Allora assunse posizioni antifasciste, passando all'opposizione, ma non aderì alla Secessione dell'Aventino, lasciando la politica dopo il 1929, esercitando l'avvocatura.
Fu scelto alla fine del 1943 dagli Alleati, per reggere la Prefettura di Palermo.
Nel marzo 1944 fu indicato dal Regno del Sud per guidare l'Alto Commissariato per la Sicilia, per un certo filoseparatismo cui era favorevole, ma non tale da farlo apprezzare in seguito da Andrea Finocchiaro Aprile, per cui venne sostituito da Salvatore Aldisio pochi mesi dopo.
Nel 1946 viene eletto alla Costituente con i socialisti, ma nel 1948 non è eletto alla Camera con il Blocco del Popolo; torna a Montecitorio nel 1953 e venne riconfermato nel 1958 con il PSI, restando in carica fino alla morte nell'agosto 1961, venendo sostituito dal collega di partito Natale Di Piazza.

## Discendenza
Il figlio Giovanni, giurista, fu deputato del PSI nel 1968, mentre l'altro figlio, Alfredo, comandante del sommergibile Caracciolo al largo di Tobruch nel dicembre 1941, fu insignito con la Medaglia d'Argento al Valor Militare alla memoria per avere messo in salvo il suo equipaggio prima di affondare con il sommergibile.
L'omonimo nipote è stato deputato europeo e all'Assemblea regionale siciliana e presidente della provincia di Palermo.